# Luke Rockhold
Luke Skyler Rockhold, né le 17 octobre 1984 à Santa Cruz en Californie, est un pratiquant américain d'arts martiaux mixtes (MMA). Il est le dernier champion des poids moyens de la défunte organisation du Strikeforce, et remporte en 2015 le titre de champion dans cette même catégorie de poids à l'Ultimate Fighting Championship. Il est aussi ceinture noire de jiu-jitsu brésilien.

## Parcours en arts martiaux mixtes

### Ultimate Fighting Championship
En janvier 2013, la société mère Zuffa ferme l'organisation du Strikeforce. Luke Rockhold, dernier champion poids moyen de cette promotion, est alors transféré dans les effectifs de l'Ultimate Fighting Championship.
Il déclare vouloir affronter Costa Philippou lors de l'UFC on Fox 7 pour son premier combat dans cette nouvelle division,
puis propose d'autres noms dont celui du brésilien Vitor Belfort.
Mi-février, c'est finalement face à ce dernier qu'un match est programmé pour l'UFC on FX 8 au Brésil.
Avant ce combat, l'annonce de l'autorisation à Belfort d'un recours à une thérapie de remplacement de testostérone (TRT) par la commission athlétique brésilienne fait réagir Rockhold et la presse.
Il considère alors son adversaire comme un « tricheur »,
mais ne refuse pas l'affrontement.
Le 18 mai 2013, les deux hommes se rencontrent alors en combat principal de l'évènement. Rockhold perd dès le premier round après avoir été envoyé au tapis sur un coup de pied retourné à la tête.
À la suite de cette défaite, certaines rumeurs évoquent un match truqué mettant en cause un léger signe de tête de l'Américain fait avant de recevoir le coup de pied. Cette hypothèse peu vraisemblable est rapidement démentie par l'intéressé,.
Un combat entre Rockhold et Tim Boetsch est annoncé pour l'UFC 166, le 19 octobre 2013.
Il se blesse cependant au genou à un mois de l'échéance et se voit contraint d'annuler sa participation à l'évènement. Il est alors remplacé par CB Dollaway.
L'UFC organise ensuite un match entre Rockhold et Costa Philippou, premier adversaire qu'il avait demandé pour son entrée dans la promotion. L'affrontement est programmé en combat principal de l'UFC Fight Night 35, le 15 janvier 2014 à Duluth.
Il remporte rapidement la victoire en assenant d'abord un coup de pied à la tête de Philippou qui lui ouvre l'arcade, puis quelques coups de pied au corps qui envoie le Chypriote au sol pour être déclaré vainqueur de ce match par KO, tout en remportant le bonus du KO de la soirée. À la suite de ce combat, il fait part de son envie d'être prochainement opposé à Michael Bisping.
C'est cependant Tim Boetsch qui est désigné comme son prochain adversaire pour l'UFC 172 du 26 avril 2014. Rockhold remporte l'affrontement dès le premier round en soumettant par kimura son adversaire pris dans un triangle inversé.
Le match face à Michael Bisping est ensuite concrétisé en tête d'affiche de l'UFC Fight Night 55 du 8 novembre 2014 à Sydney. Profitant de son allonge, Rockhold touche son adversaire à plusieurs reprises avec des coups de pied qui finissent d'ailleurs par le faire basculer. Le combattant américain s'impose ensuite par soumission en placant alors dans le second round un étranglement en guillotine sur Bisping tentant de se relever. Cela lui permet alors de s'octroyer un bonus de performance de la soirée.
Après ces quatre succès consécutifs, il décroche l'occasion de s'emparer du titre face au champion Chris Weidman. Annoncé dès le mois de juin, le combat est bientôt confirmé comme second combat principal de l'UFC 194 du 12 décembre 2015.
Le 12 décembre 2015, Rockhold devient le champion des poids moyens de l'UFC en battant Chris Weidman par TKO au cours du quatrième round.

## Palmarès

### Distinctions
- Ultimate Fighting Championship
  - Champion poids moyens de l'UFC
  - Performance de la soirée (deux fois)
  - KO de la soirée (une fois)
  - Combat de la soirée (une fois)
- Strikeforce
  - Champion poids moyens du Strikeforce

### Palmarès en arts martiaux mixtes
| 20 combats     | 16 victoires | 4 défaites |
| Par KO         | 4            | 4          |
| Par soumission | 10           | 0          |
| Sur décision   | 2            | 0          |

| Résultat | Record | Adversaire        | Méthode                                                 | Événement                                       | Date              | Round | Temps | Lieu                                 | Notes |
| -------- | ------ | ----------------- | ------------------------------------------------------- | ----------------------------------------------- | ----------------- | ----- | ----- | ------------------------------------ | --- |
| Défaite  | 16-4   | Yoel Romero       | KO (coups de poing)                                     | UFC 221: Romero vs. Rockhold                    | 11 février 2018   | 3     | 1:48  | Perth, Australie                     | Pour le titre intérimaire des poids moyens de l'UFC. Romero n'a pas fait le poids requis (pesée à 187.7 lbs) et n'a donc pas pu être sacré. |
| Victoire | 16-3   | David Branch (en) | Soumission (coups de poing)                             | UFC Fight Night: Rockhold vs. Branch            | 16 septembre 2017 | 2     | 4:05  | Pittsburgh, Pennsylvanie, Etats Unis | |
| Défaite  | 15-3   | Michael Bisping   | KO (coups de poing)                                     | UFC 199: Rockhold vs. Bisping II                | 4 juin 2016       | 1     | 3:36  | Inglewood, Californie, États-Unis    | Perd le titre des poids moyens de l'UFC. |
| Victoire | 15-2   | Chris Weidman     | TKO (coups de poing)                                    | UFC 194: Aldo vs McGregor                       | 12 décembre 2015  | 4     | 3:12  | Las Vegas, Nevada, États-Unis        | Remporte le titre des poids moyens de l'UFC. Combat de la soirée.                                                                           |
| Victoire | 14-2   | Lyoto Machida     | Soumission (étranglement arrière)                       | UFC on Fox: Machida vs. Rockhold                | 18 avril 2015     | 2     | 2:31  | Newark, New Jersey, États-Unis       | Performance de la soirée. |
| Victoire | 13-2   | Michael Bisping   | Soumission (étranglement en guillotine)                 | UFC Fight Night: Rockhold vs. Bisping           | 8 novembre 2014   | 2     | 0:57  | Sydney, Australie                    | Performance de la soirée. |
| Victoire | 12-2   | Tim Boetsch       | Soumission (kimura dans triangle inversé)               | UFC 172: Jones vs. Teixeira                     | 26 avril 2014     | 1     | 2:08  | Baltimore, Maryland, États-Unis      | |
| Victoire | 11-2   | Costa Philippou   | KO (coup de pied au corps)                              | UFC Fight Night: Rockhold vs. Philippou         | 15 janvier 2014   | 1     | 2:31  | Duluth, Géorgie, États-Unis          | KO de la soirée. |
| Défaite  | 10-2   | Vitor Belfort     | KO (coup de pied circulaire retourné et coups de poing) | UFC on FX: Belfort vs. Rockhold                 | 18 mai 2013       | 1     | 2:32  | Jaraguá do Sul, Brésil               | |
| Victoire | 10-1   | Tim Kennedy (en)  | Décision unanime                                        | Strikeforce: Rockhold vs. Kennedy               | 14 juillet 2012   | 5     | 5:00  | Portland, Oregon, États-Unis         | Défend le titre des poids moyens du Strikeforce.                                                                                            |
| Victoire | 9-1    | Keith Jardine     | TKO (coups de poing)                                    | Strikeforce: Rockhold vs. Jardine               | 7 janvier 2012    | 1     | 4:26  | Las Vegas, Nevada, États-Unis        | Défend le titre des poids moyens du Strikeforce.                                                                                            |
| Victoire | 8-1    | Ronaldo Souza     | Décision unanime                                        | Strikeforce: Barnett vs. Kharitonov             | 10 septembre 2011 | 5     | 5:00  | Cincinnati, Ohio, États-Unis         | Remporte le titre des poids moyens du Strikeforce.                                                                                          |
| Victoire | 7-1    | Paul Bradley (en) | TKO (coups de genou au corps)                           | Strikeforce Challengers: Kaufman vs. Hashi      | 26 février 2010   | 1     | 2:24  | San José, Californie, États-Unis     | |
| Victoire | 6-1    | Jesse Taylor (en) | Soumission (étranglement arrière)                       | Strikeforce Challengers: Gurgel vs. Evangelista | 6 novembre 2009   | 1     | 3:42  | Fresno, Californie, États-Unis       | |
| Victoire | 5-1    | Cory Devela (en)  | Soumission (étranglement arrière)                       | Strikeforce Challengers: Villasenor vs. Cyborg  | 19 juin 2009      | 1     | 0:30  | Kent, Washington, États-Unis         | |
| Victoire | 4-1    | Buck Meredith     | Soumission (étranglement arrière)                       | Strikeforce: Shamrock vs. Diaz                  | 11 avril 2009     | 1     | 4:07  | San José, Californie, États-Unis     | |
| Victoire | 3-1    | Nik Theotikos     | Soumission (étranglement arrière)                       | Strikeforce: Destruction                        | 21 novembre 2008  | 1     | 3:06  | San José, Californie, États-Unis     | |
| Victoire | 2-1    | Josh Neal         | Soumission (coups de poing)                             | Strikeforce: Young Guns II                      | 1er février 2008  | 1     | 1:49  | San José, Californie, États-Unis     | |
| Défaite  | 1-1    | Tony Rubalcava    | TKO (coups de poing)                                    | Melee on the Mountain                           | 6 novembre 2007   | 1     | 2:46  | Friant, Californie, États-Unis       | |
| Victoire | 1-0    | Mike Martinez     | Soumission (clé de bras)                                | Melee on the Mountain                           | 24 juillet 2007   | 1     | 2:44  | Friant, Californie, États-Unis       | |